# Jean de Nanteuil
Jean de Nanteuil était un prélat français de la fin du XIIIe siècle, évêque de Troyes. 

## Biographie
Jean de Nanteuil était d'une illustre famille, frère (ou oncle) de l'évêque Thibaud de Nanteuil, ayant pour père (ou frère) le chevalier et poète Philippe de Nanteuil.
Il fut élu en 1269 par le chapitre pour succéder à Nicolas de Brie à l'évêché de Troyes.
Il mourut le 3 août 1297 et repose à Beauvais dans une seule tombe avec son frère Thibaud, indiquée par l'épitaphe « Jungitur huic frater, hos edidit unica mater, Hos junxit funus, fuit horum spiritus unus ».

## Sources
- Jean Charles Courtalon-Delaistre, Topographie historique de la ville et du diocèse de Troyes, vol. 1, Veuve Gobelet à Troyes & Antoine Fournier à Paris, 1793, p. 364.